# Kemusuk
Kemusuk – miasto w Indonezji. Znajduje się na środkowej Jawie koło Yogyakarty. 8 czerwca 1921 urodził się tam Suharto, polityk indonezyjski,  wieloletni prezydent państwa.